# El Cahulote de Santa Ana
El Cahulote de Santa Ana är en ort i Mexiko.   Den ligger i kommunen Turicato och delstaten Michoacán de Ocampo, i den södra delen av landet, 260 km väster om huvudstaden Mexico City. El Cahulote de Santa Ana ligger 1 410 meter över havet och antalet invånare är 1 901.
Terrängen runt El Cahulote de Santa Ana är lite bergig. Runt El Cahulote de Santa Ana är det ganska glesbefolkat, med 25 invånare per kvadratkilometer. Närmaste större samhälle är Puruarán, 6,7 km öster om El Cahulote de Santa Ana. Omgivningarna runt El Cahulote de Santa Ana är en mosaik av jordbruksmark och naturlig växtlighet.